# Saxton (rivière)
Pour les articles homonymes, voir Saxton.
La rivière Saxton (en anglais : Saxton River) est un cours d’eau de la région de Marlborough située dans l’Île du Sud de la  Nouvelle-Zélande.

## Géographie
Elle s’écoule vers le sud à partir de sa source située  sur les flancs de la chaîne de ‘Raglan’, atteignant la rivière Acheron à 10 km à l’ouest de la  Station d’ élevage de Molesworth.